# Родборо

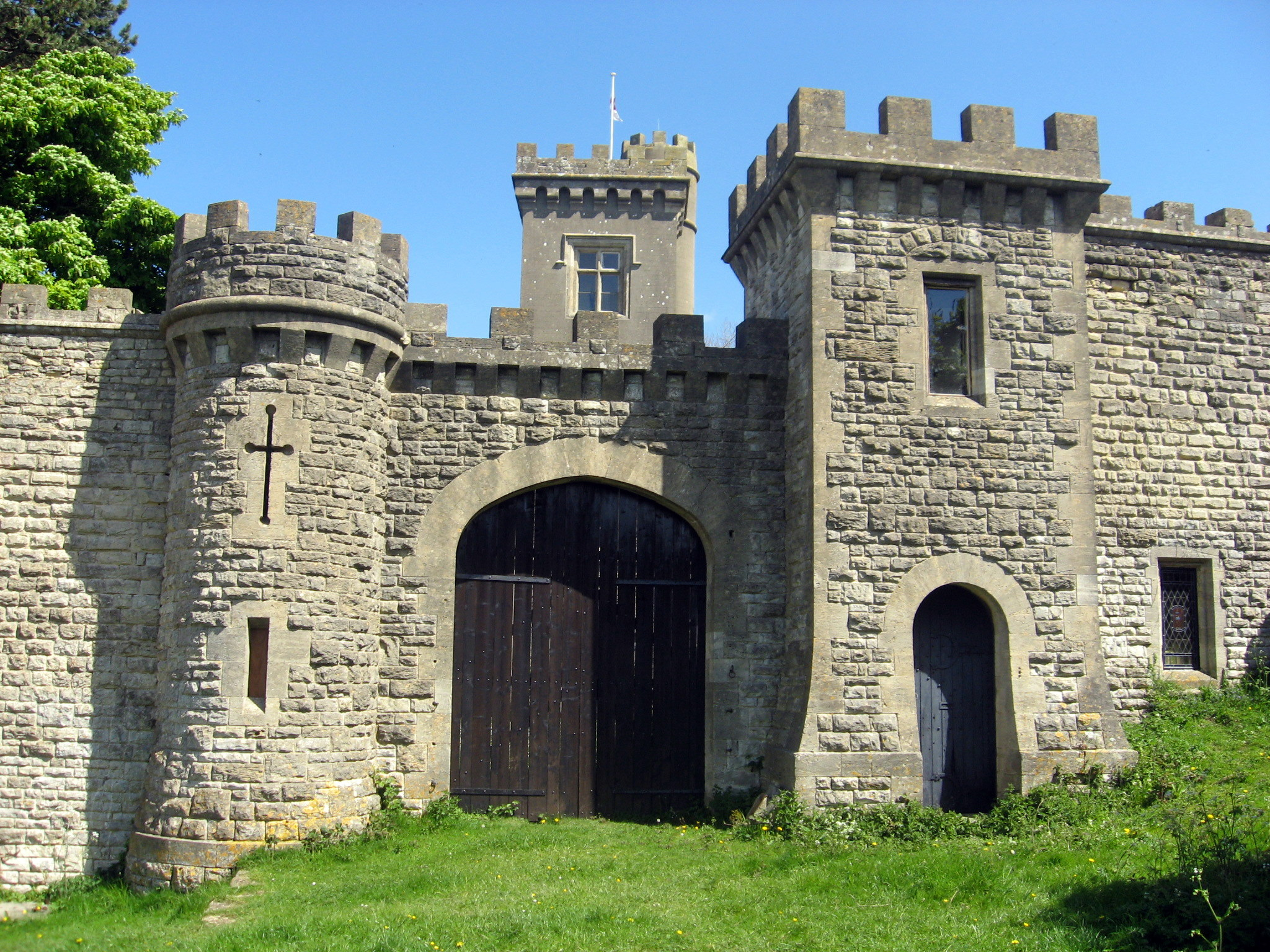

Родборо — гражданский приходской город в округе Страуд, графство Глостершир, на юго-западе Англии. Он находится непосредственно к югу от города Страуд, к северу от города Нейлсворт и к северо-западу от деревни Минчинхемптон, а также примыкает к пригороду Страуд в Дадбридже. Включает в себя поселения Бэгпат (не путать с Бэгпат в долине Озлворт), Баттерроу, Кингскорт, Лайтпилл и Руксмур. Население по переписи 2011 года составляло 5334 человека.
1. ↑  Parish Profiles // (unknown type) — Office for National Statistics.